# Expedition 67
Expedition 67 è stata 67ª missione di lunga durata verso la Stazione spaziale internazionale che iniziò il 30 marzo 2022 con l'undocking della Sojuz MS-19. L'equipaggio era composto per il primo mese dagli equipaggi della SpaceX Crew-3 e della Sojuz MS-21, mentre a fine aprile sono stati raggiunti dall'equipaggio della SpaceX Crew-4 che diede poi il cambio all'equipaggio della Crew-3. La missione durò sei mesi e venne comandata per la maggior parte dal comandante russo Oleg Artem'ev.

## Equipaggio
| Astronauta                               | 30 mar - 27 apr 2022 | 27 apr - 5 mag 2022 | 5 mag - 21 set 2022 | 21 set - 29 set 2022 |
| ---------------------------------------- | -------------------- | ------------------- | ------------------- | -------------------- |
| Oleg Artem'ev, Roscosmos Terzo volo      | Ingegnere di volo    | Ingegnere di volo   | Comandante          | Comandante           |
| Denis Matveev, Roscosmos Primo volo      | Ingegnere di volo    | Ingegnere di volo   | Ingegnere di volo   | Ingegnere di volo    |
| Sergej Korsakov, Roscosmos Primo volo    | Ingegnere di volo    | Ingegnere di volo   | Ingegnere di volo   | Ingegnere di volo    |
| Raja Chari, NASA Primo volo              | Ingegnere di volo    | Ingegnere di volo   | Non a bordo         | Non a bordo          |
| Thomas Marshburn, NASA Terzo volo        | Comandante           | Comandante          | Non a bordo         | Non a bordo          |
| Kayla Barron, NASA Primo volo            | Ingegnere di volo    | Ingegnere di volo   | Non a bordo         | Non a bordo          |
| Matthias Maurer, ESA Primo volo          | Ingegnere di volo    | Ingegnere di volo   | Non a bordo         | Non a bordo          |
| Kjell Lindgren, NASA Secondo volo        | Non a bordo          | Ingegnere di volo   | Ingegnere di volo   | Ingegnere di volo    |
| Robert Hines, NASA Primo volo            | Non a bordo          | Ingegnere di volo   | Ingegnere di volo   | Ingegnere di volo    |
| Samantha Cristoforetti, ESA Secondo volo | Non a bordo          | Ingegnere di volo   | Ingegnere di volo   | Ingegnere di volo    |
| Jessica Watkins, NASA Primo volo         | Non a bordo          | Ingegnere di volo   | Ingegnere di volo   | Ingegnere di volo    |
| Sergej Prokop'ev, Roscosmos Secondo volo | Non a bordo          | Non a bordo         | Non a bordo         | Ingegnere di volo    |
| Dmitrij Petelin, Roscosmos Primo volo    | Non a bordo          | Non a bordo         | Non a bordo         | Ingegnere di volo    |
| Francisco Rubio, NASA Primo volo         | Non a bordo          | Non a bordo         | Non a bordo         | Ingegnere di volo    |

Con l'undocking della Sojuz MS-19 dalla Stazione Spaziale Internazionale alla conclusione dell'Expedition 66 rimasero a bordo i membri della SpaceX Crew-3 e quelli della Sojuz MS-21, arrivati pochi giorni prima. Vennero raggiunti a fine aprile dall'equipaggio della SpaceX Crew-4 che sostituì l'equipaggio della SpaceX Crew-3. Gli equipaggi della Sojuz MS-21 e della SpaceX Crew-4 continueranno la missione fino a settembre 2022.

## Eventi missione

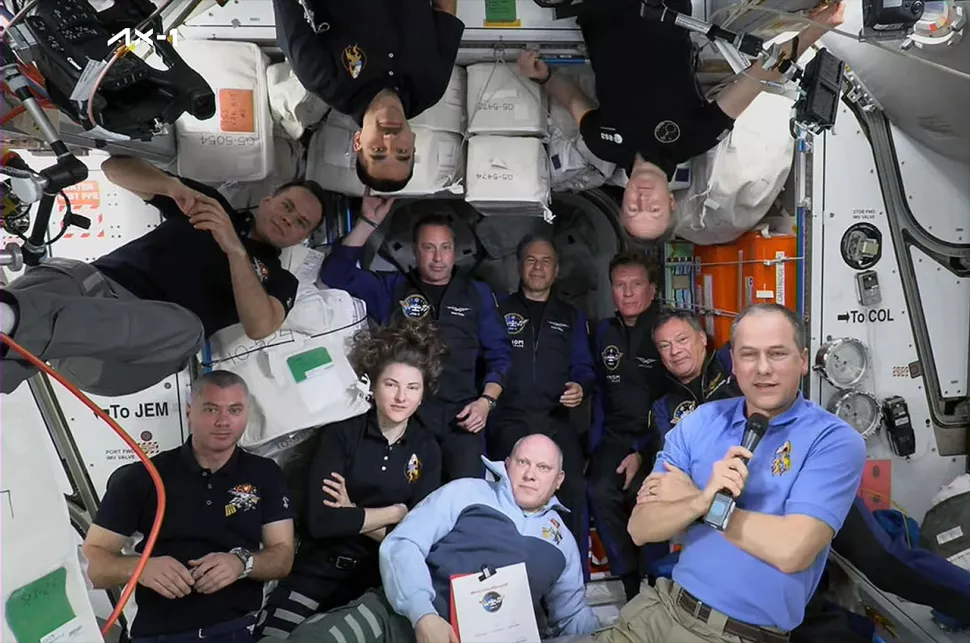
L'Expedition 67 con l'equipaggio di Axiom Mission 1

### Lancio e docking della Axiom mission 1
L'8 aprile 2022 avvenne il lancio del veicolo Crew Dragon Endeavour per la prima missione spaziale turistica di Axiom Space, Axiom Mission 1, dal Kennedy Space Center. L'equipaggio era composto dall'astronauta Axiom Space e comandante della missione Michael Lopez-Alegria e dai tre turisti spaziali Larry Connor, Mark Pathy e Eytan Stibbe. Il giorno successivo il veicolo eseguì un docking automatico al modulo Harmony della Stazione spaziale internazionale. Durante la permanenza a bordo l'equipaggio turistico svolse 25 esperimenti in numerosi campi scientifici.

### EVA 1 (VDK-52)
La prima attività extraveicolare dell'Expedition 67 venne svolta il 18 aprile dai cosmonauti Oleg Artem'ev e Denis Matveev. Nelle 6 ore e 37 minuti di lavoro all'esterno della ISS installarono e connetterono il pannello di controllo dell'European Robotic Arm (ERA) agganciato al modulo Nauka del Segmento russo. Rimossero le protezioni di ERA usate durante il lancio e installarono dei corrimani lungo Nauka. ERA verrà usato dai cosmonauti nelle future EVA per spostare componenti ingombranti della ISS e gli stessi cosmonauti lungo i moduli del segmento russo.

### Undocking della Axiom mission 1
A causa delle condizioni climatiche avverse il rientro dell'Axiom mission 1, inizialmente previsto per il 18 aprile venne posticipato diverse volte; l'undocking avvenne infine il 25 aprile. Dopo 16 ore di viaggio, il veicolo Crew Dragon Endeavour con l'equipaggio della Axiom Mission 1 entrò nell'atmosfera terrestre e ammarò vicino alle coste della Florida, nell'oceano Atlantico.

### Correzione non pianificata dell'orbita
Il 23 aprile i controllori di volo di Roscosmos accesero i propulsori della Progress MS-18 per 623 secondi al fine di innalzare l'orbita della ISS di circa 2 km per evitare un detrito spaziale che rischiava di collidere con l'avamposto orbitale.

### Lancio e docking della SpaceX Crew-4
Dopo essere stato rinviato di diversi giorni per il ritardato rientro della missione Axiom Mission 1, il 27 aprile la Crew Dragon Freedom con l'equipaggio della SpaceX Crew-4 venne lanciato dal Complesso di lancio 39-A del Kennedy Space Center della NASA in Florida. L'equipaggio era composto dal comandante Kjell Lindgren, il pilota Robert Hines e gli specialisti di missione Samantha Cristoforetti e Jessica Watkins. Dopo 16 ore di viaggio la Crew Dragon effettuò un docking automatico al boccaporto zenith del modulo Harmony. Ad accoglierli erano presenti gli equipaggi della Sojuz MS-21 e della SpaceX Crew-3; questi ultimi  cinque giorni dopo diedero il cambio all'equipaggio appena arrivato per far ritorno sulla Terra.

### EVA 2 (VDK-53)
Il 28 aprile i cosmonauti Artem'ev e Matveev svolsero un'altra EVA all'esterno del segmento russo, durante la quale gettarono nello spazio, in direzione Terra, le coperture dell'ERA, prepararono ERA in vista della sua entrata in servizio, rilasciarono i blocchi del lancio e monitorarono il funzionamento del braccio robotico nell'usare due Grapple Fixture.

### Cambio di comando Marshburn – Artem'ev
Il 4 maggio il comandante della prima parte dell'Expedition 67 Marshburn passò il comando al cosmonauta Artem'ev. Quest'ultimo manterrà il comando fino alla fine della missione, nel settembre 2022. Marshburn e i restanti membri della Crew-3 lasciarono la ISS il giorno successivo.

### Undocking della SpaceX Crew-3
Conclusosi l'handover con la Crew-4, la Crew-3 lasciò la Stazione spaziale internazionale il 5 maggio per far ritorno sulla Terra dopo sei mesi di missione in orbita. L'ammaraggio avvenne 23 ore dopo l'undocking nell'oceano Atlantico, lungo le coste della Florida. L'equipaggio venne recuperato dalle squadre di recupero di SpaceX e riportato al Kennedy Space Center.

### Missione di collaudo Boe-OFT-2
Il veicolo spaziale CST-100 Starliner della Boeing per la missione di collaudo Boeing Orbital Flight Test 2 (Boe-OFT 2) venne lanciato a bordo del lanciatore Atlas V il 19 maggio dal Complesso di lancio 41 del Cape Canaveral Space Force Station (CCSFS) in Florida. Si trattò della seconda missione di collaudo senza equipaggio del veicolo, dopo che la prima avvenuta nel 2019 fallì il docking con la ISS. Durante l'inserimento in orbita due Orbital Maneuvering and Attitude Control (OMAC) fallirono a distanza di poco tempo l'uno dall'altro, ma grazie alla ridondanza del sistema il veicolo riuscì a completare con successo le manovre previste. Anche il sistema di raffreddamento termico non funzionò nominalmente, nonostante ciò il veicolo e i controllori a Terra riuscirono a mantenere stabili le temperature. Nelle 25 ore di viaggio verso la ISS 
la Starliner dimostrò di poter autonomamente svolgere tutte le attività previste per una missione verso la ISS, tra cui le manovre di aborto missione, mantenimento dell'altitudine con i Reaction control system (RCS), accensione programmata dei propulsori per avvicinamento alla ISS, tracciamento del percorso da seguire con l'uso dei sensori elettro-ottici (VESTA), apertura della copertura del NASA Docking System e effettuò un docking al boccaporto forward del modulo Harmony del Segmento orbitale americano. Gli astronauti Lindgren e Hines supervisionarono tutte le attività di avvicinamento del veicolo, pronti a intervenire nel caso di anomalie nelle azioni e nei sistemi del veicolo. Sono stati proprio questi ultimi ad aprire il portellone e entrare nello Starliner per primi poche ore dopo il docking. Il veicolo consegnò alla stazione 220 kg di carico, tra cui Rosie, un manichino dotato di 15 sensori, e provviste per l'equipaggio. Concluse le procedure di docking il veicolo venne disattivato, come accade normalmente con i veicoli che rimangono attraccati alla ISS per lungo tempo. Starliner rimase attraccato alla Stazione spaziale internazionale per cinque giorni. Alla conclusione di questi venne sganciato e face ritorno sulla Terra con un carico di 600 kg, inclusi dei serbatoi del Nitrogen Oxygen Recharge System che forniscono aria respirabile all'equipaggio della ISS. Atterrò poche ore dopo nelle terre disabitate dello spazioporto White Sands Space Harbor nel Nuovo Messico, concludendo con successo la missione di collaudo senza equipaggio.

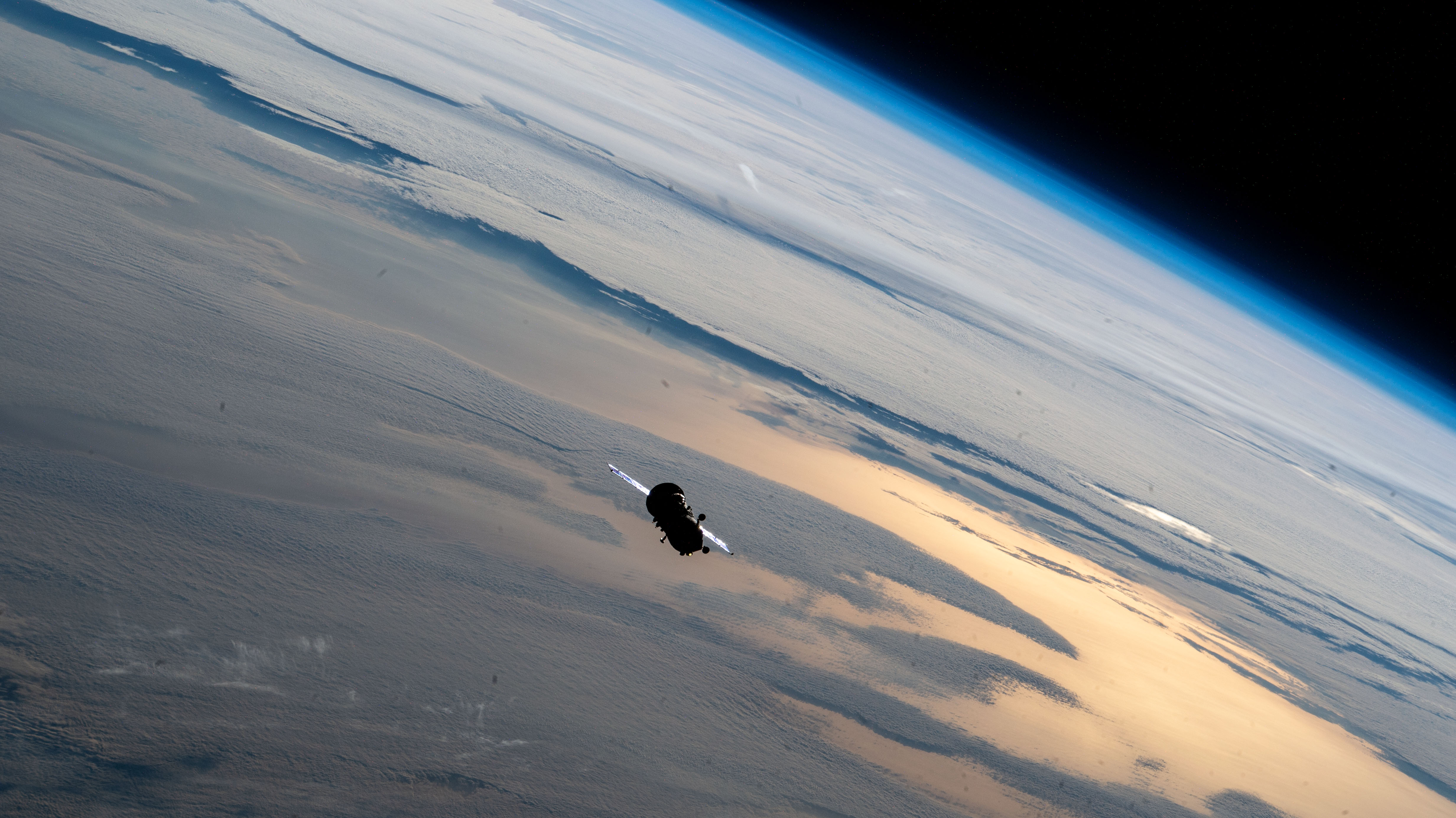
La Progress MS-18 si allontana dalla ISS

### Undocking della Progress MS-18
Dopo più di 200 giorni di missione sulla ISS, il 1º giugno il veicolo cargo russo Progress MS-18 carico di immondizia effettuò un undocking automatico dal boccaporto posteriore di Zvezda. Nelle ore successive all'undocking i suoi propulsori si accesero per permetterle di rientrare sulla Terra. Il veicolo, non essendo dotato di scudo termico, al momento dell'entrata in atmosfera bruciò e si distrusse con il suo carico sopra l'Oceano pacifico.

### Lancio e docking della Progress MS-20
Il 3 giugno il veicolo cargo russo Progress MS-20, carico di 2500 kg di provviste per l'equipaggio e attrezzature per la ISS, venne lanciato dal Cosmodromo di Bajkonur a bordo di un lanciatore Sojuz-2.1a. Dopo appena tre ore e mezza dal lancio, effettuò un docking automatico al boccaporto Zvezda del Segmento orbitale russo sotto la supervisione dei cosmonauti presenti a bordo. Rimase sulla Stazione spaziale internazionale per otto mesi, durante i quali venne usato per innalzare l'orbita della ISS.

### Innalzamento dell'orbita
Il 16 giugno 2022 i propulsori della Progress MS-20 vennero accesi dai controllori a Terra per quattro minuti al fine di allontanare la Stazione spaziale internazionale da un frammento del satellite russo Cosmos 1408; senza la Pre-Determined Debris Avoidance Maneuver (PDAM) il detrito sarebbe passato ad appena un chilometro dalla ISS. Il 20 giugno i propulsori della Cygnus NG-17 avrebbero dovuto eseguire il primo innalzamento operativo dell'orbita (reboost) della ISS del veicolo di Northrop Grumman della durata di cinque minuti. Purtroppo appena cinque secondi dopo l'inizio la procedura venne abortita per cause che devono essere ancora identificate. Pochi giorni dopo, il 25 giugno, la Cygnus eseguì con successo un reboost della durata di cinque minuti, innalzando l'orbita della ISS e diventando il primo veicolo statunitense a fornire alla NASA questo servizio dal ritiro dello Space Shuttle nel 2011. Un primo test era stato effettuato nel 2018 con la Cygnus CRS OA-9E.

### Unberthing della Cygnus NG-17
Dopo 127 giorni di missione, il 28 giugno il veicolo cargo Cygnus NG-17 venne unberthing dal boccaporto nadir di Unity e poi rilasciato con l'ausilio del Canadarm2 dai controllori di volo mentre l'astronauta Watkins ne monitorava i sistemi durante l'allontanamento. Il veicolo, carico di spazzatura, entrò in atmosfera il giorno successivo, distruggendosi sopra l'oceano pacifico. 

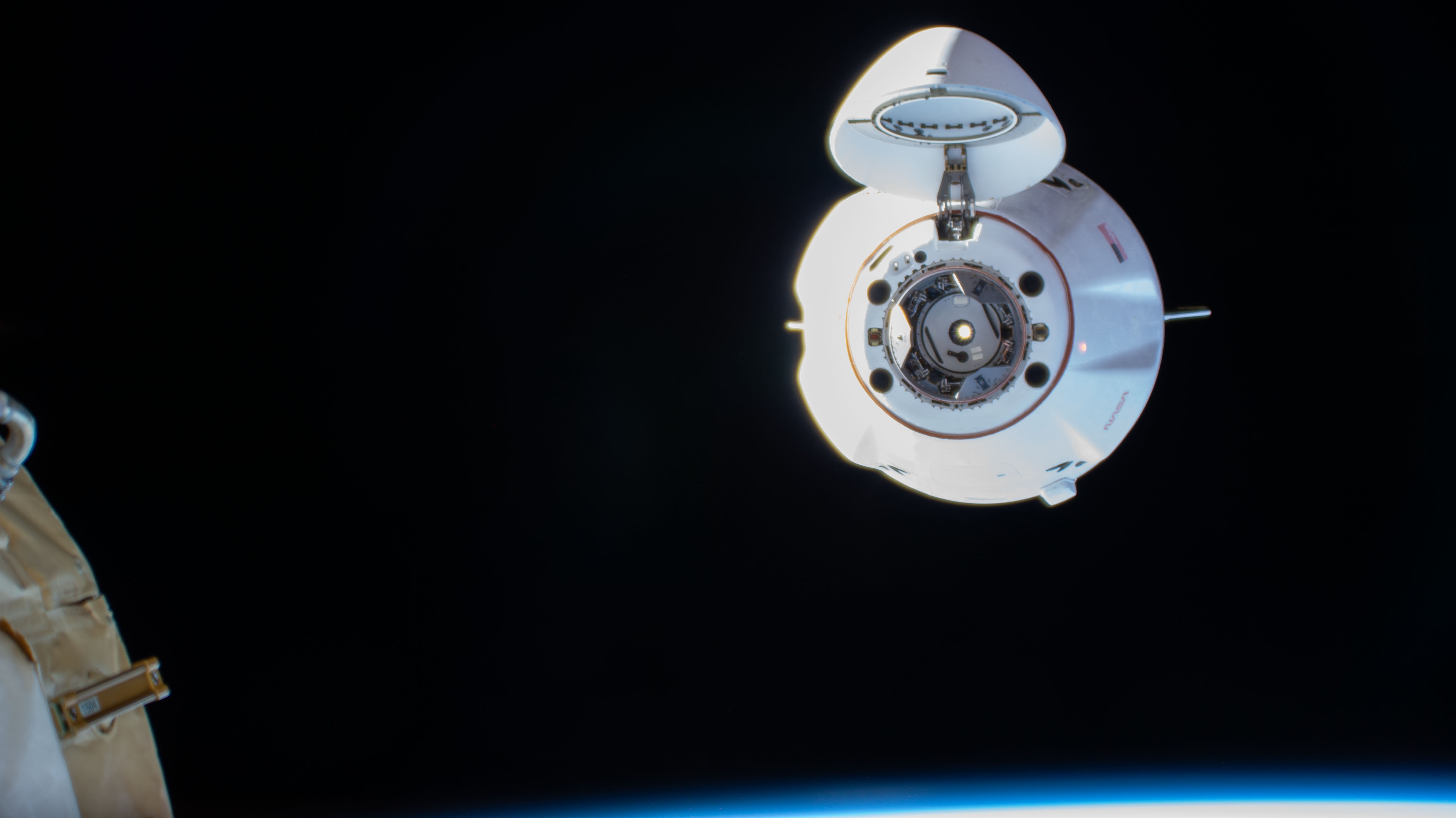
La Cargo Dragon si avvicina alla ISS per eseguire un docking con Harmony

### Lancio e docking della Dragon CRS-25
Dopo un mese di ritardo a seguito dell'individuazione di una possibile perdita nel sistema propulsivo Draco, il veicolo Cargo Dragon per la missione di rifornimento SpaceX CRS-25 venne lanciato il 15 luglio 2022 dal Complesso di lancio 39A del Kennedy Space Center. Lo scopo del veicolo era di rifornire la ISS di 2040 kg di provviste per l'equipaggio, attrezzature di ricambio (tra cui un Main Bus Switching Unit e due tute spaziali EMU) e esperimenti scientifici. Il giorno successivo eseguì un docking automatico al boccaporto anteriore di Harmony, sotto la supervisione degli astronauti Lindgren e Hines. Rimase attraccata alla ISS per un mese.

### EVA 3 (VDK-ESA)
Il 21 luglio 2022 Artem'ev e Cristoforetti hanno svolto un'attività extraveicolare di circa 6 ore all'esterno del Segmento russo della ISS per rendere operativo il braccio robotico ERA e rilasciare dieci nanosatelliti. Cristoforetti è diventata la prima donna europea a svolgere un'EVA e la terza donna a svolgere un'EVA con una tuta spaziale russa Orlan.

## Galleria d'immagini

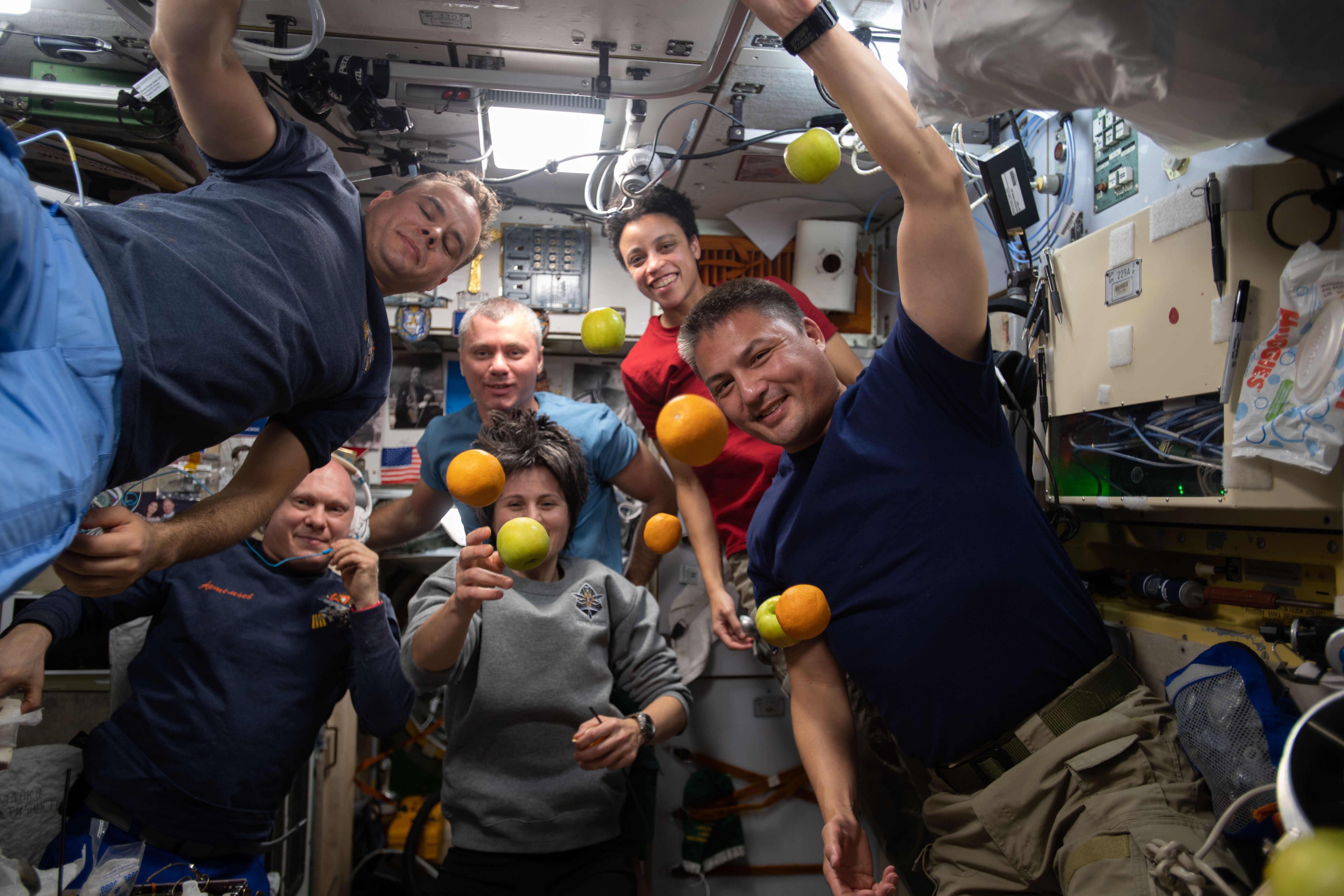
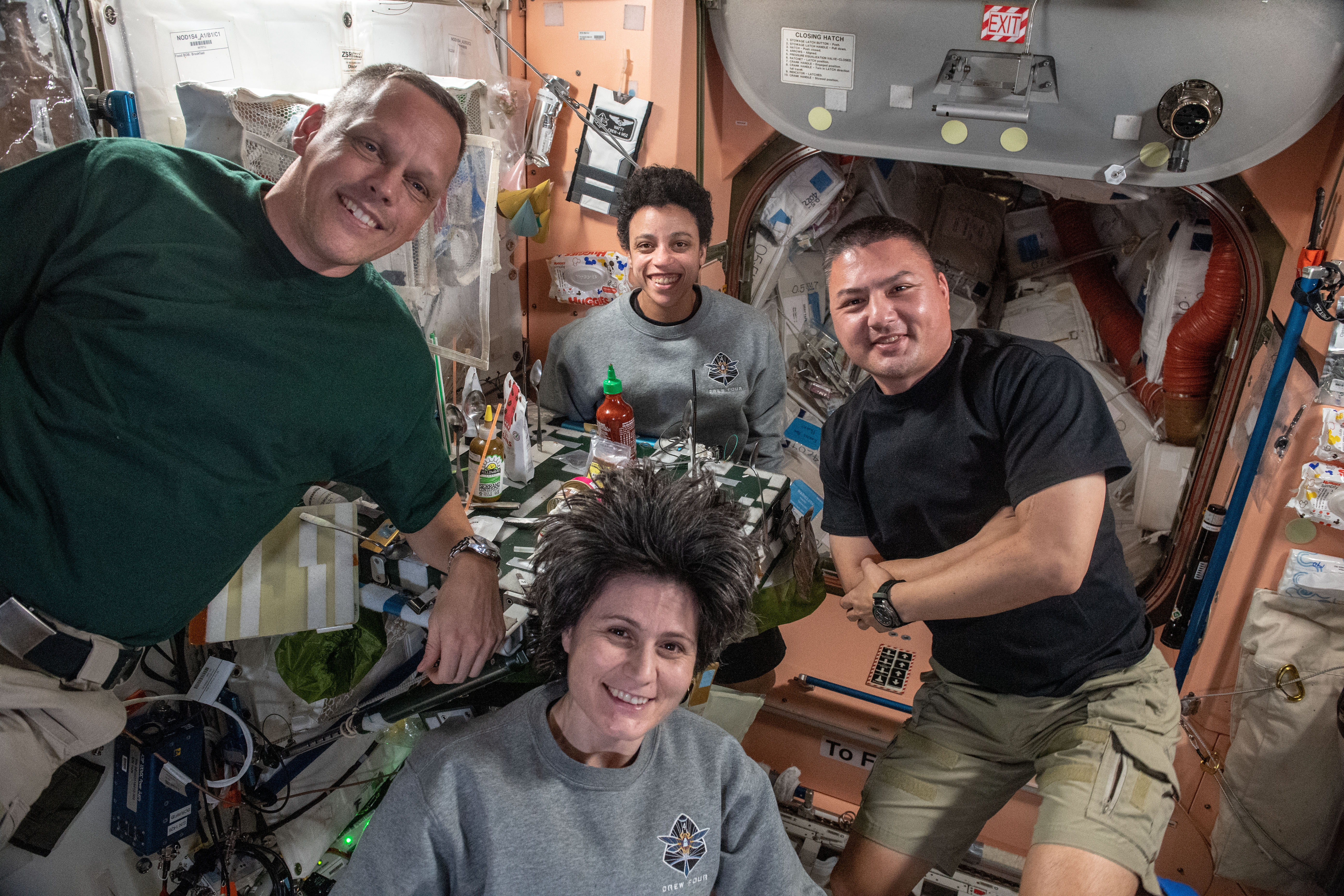
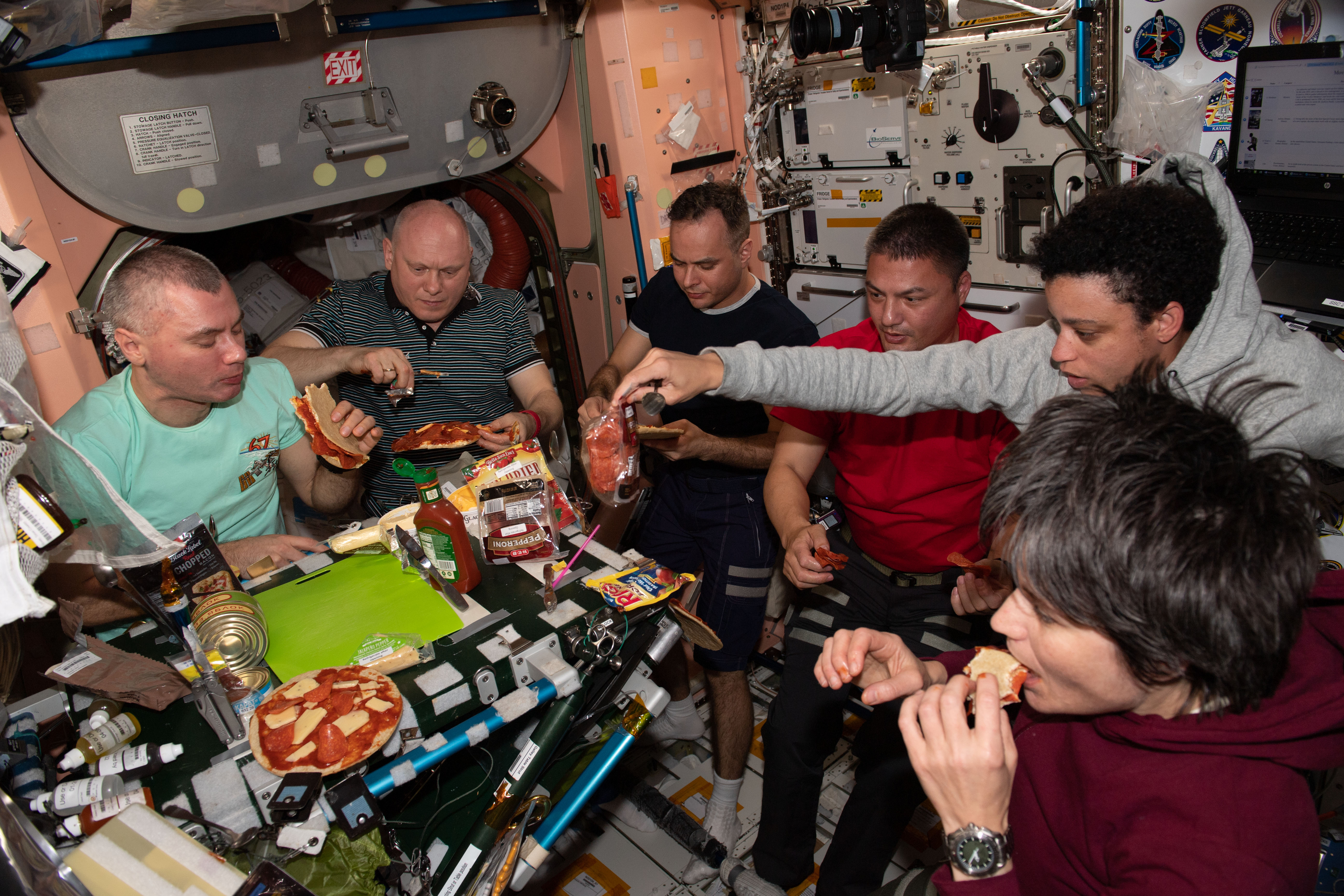
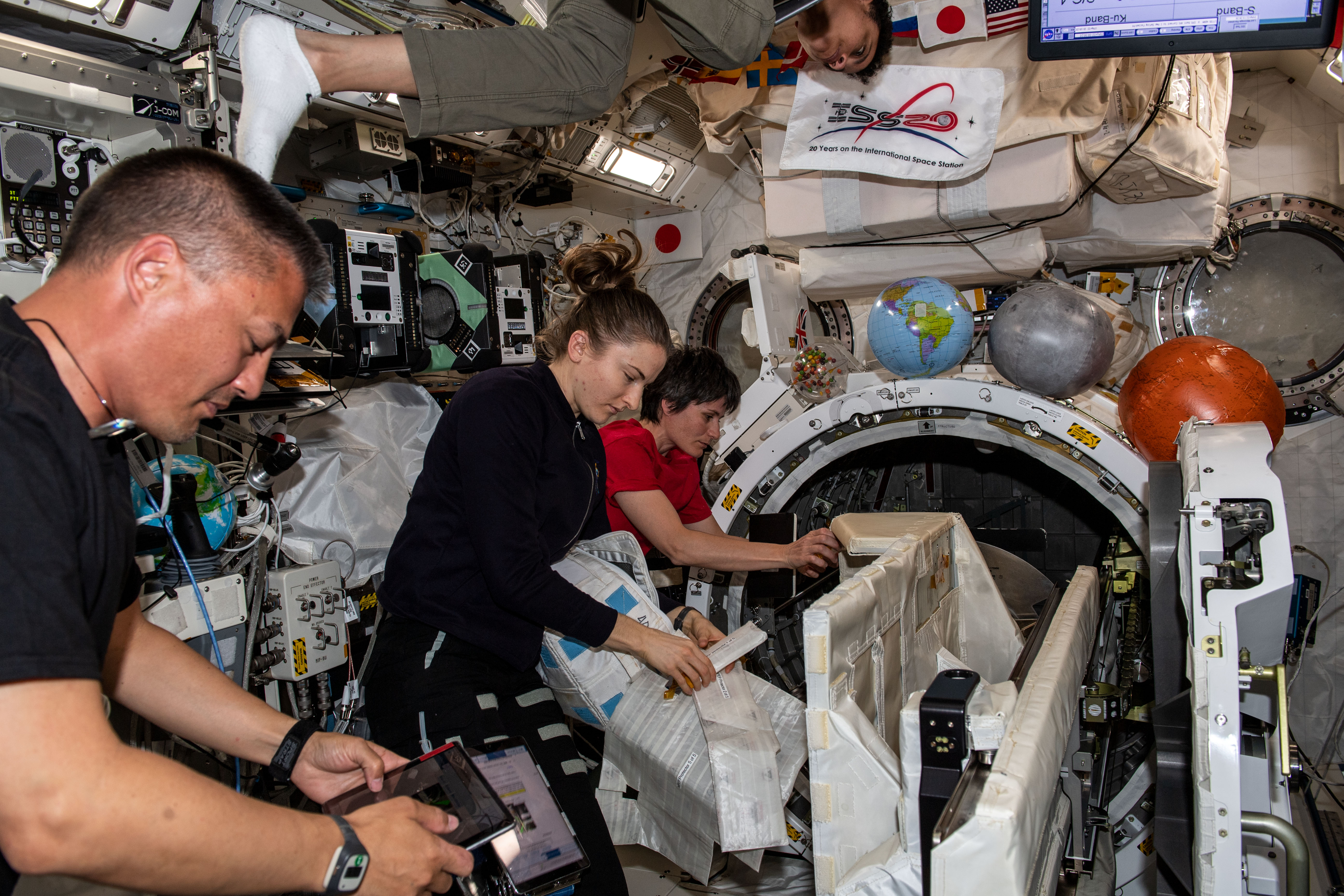

## Riepilogo dei veicoli in visita
| Veicolo         | Missione             | Evento            | Boccaporto di aggancio | Data di aggancio | Data di sgancio              |
| --------------- | -------------------- | ----------------- | ---------------------- | ---------------- | ---------------------------- |
| Axiom Mission 1 | Trasporto di turisti | Docking/undocking | Harmony forward        | 8 aprile 2022    | 25 aprile 2022               |
| SpaceX Crew-4   | Trasporto equipaggio | Docking           | Harmony zenith         | 28 aprile 2022   | Settembre 2022 (pianificato) |
| SpaceX Crew-3   | Trasporto equipaggio | Undocking         | Harmony zenith         | 11 novembre 2021 | 5 maggio 2022                |
| Progress MS-18  | Rifornimento         | Undocking         | Zvezda                 | 28 ottobre 2021  | 1º giugno 2022               |
| Progress MS-20  | Rifornimento         | Docking           | Zvezda                 | 3 giugno 2022    | Febbraio 2023                |
| Cygnus NG-17    | Rifornimento         | Unberthing        | Unity                  | 21 febbraio 2022 | 28 giugno 2022               |
| SpaceX CRS-25   | Rifornimento         | Docking           | Harmony forward        | 16 luglio 2022   | 19 agosto 2022               |